# Olga Wladimirowna Charitonowa

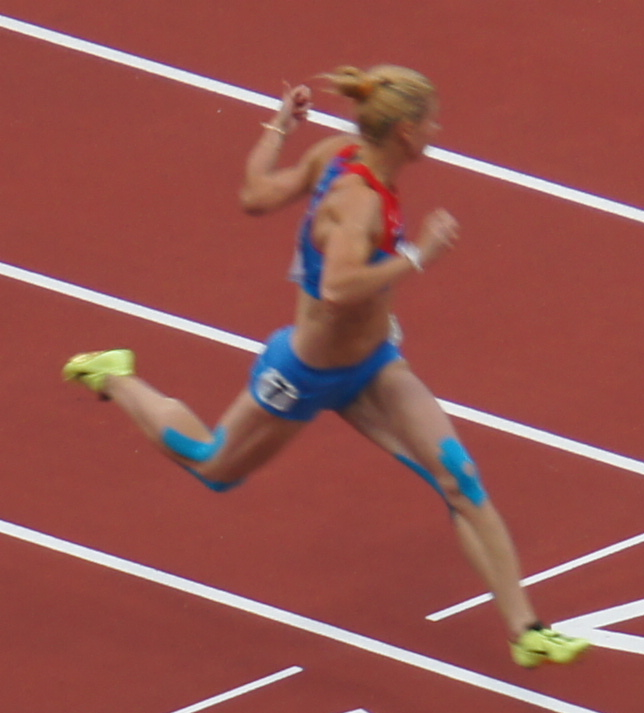
Olga Wladimirowna Charitonowa

Olga Wladimirowna Charitonowa (russisch Ольга Владимировна Харитонова, engl. Transkription Olga Kharitonova, geb. Белкина, Belkina; * 23. August 1990) ist eine russische Sprinterin.
2012 wurde sie bei den Leichtathletik-Europameisterschaften in Helsinki Fünfte über 100 m und Vierte in der 4-mal-100-Meter-Staffel. Bei den Olympischen Spielen in London schied sie über 100 m und in der 4-mal-100-Meter-Staffel im Vorlauf aus.
Bei den Leichtathletik-Weltmeisterschaften 2013 in Moskau kam sie mit der russischen 4-mal-100-Meter-Stafette auf den fünften Platz.

## Persönliche Bestzeiten
- 60 m (Halle): 7,25 s, 22. Januar 2011, Sankt Petersburg
- 100 m: 11,26 s, 27. Juni 2012, Helsinki
- 200 m: 22,73 s, 6. Juli 2012, Tscheboksary
  - Halle: 23,41 s, 26. Januar 2013, Glasgow